# 孝昌公園前駅
孝昌公園前駅（ヒョチャンゴンウォンアプえき）は、大韓民国ソウル特別市龍山区孝昌洞・龍門洞にあるソウル交通公社と韓国鉄道公社（KORAIL）の駅。

## 利用可能な鉄道路線
ソウル交通公社
 6号線 - 駅番号は「627」
韓国鉄道公社
 京義・中央線 - 駅番号は「K311」

## 歴史
龍山線
- 1929年9月20日：龍山 - 細橋里間開通時に元町駅として開業（龍山起点1.2 km）[1]。
- 1948年1月：孝昌駅に改称[2]。
- 1969年4月10日：配置簡易駅から無配置簡易駅に降格[3]。
- 1974年8月15日：廃止[4]。
- 1978年6月23日：信号場として営業再開（龍山起点1.8 km）[5]。
- 1984年3月1日：配置簡易駅に昇格[6]。
- 2012年9月24日：地下駅舎着工。
- 2014年12月27日 : 首都圏電鉄京義・中央線が開業するも、駅舎工事の遅れにより全列車通過となる。
- 2015年7月6日：孝昌公園前駅への改称および使用開始が告示される（龍山起点1.5 km）[7]。
- 2016年4月30日：旅客営業開始。

ソウル地下鉄6号線
- 2000年12月15日 - ソウル特別市都市鉄道公社（当時）6号線の駅として開業。
- 2016年4月30日 - 京義・中央線（龍山線）の孝昌駅が孝昌公園前駅に改称の上開業し、乗換駅となる。
- 2017年5月31日 - ソウル特別市都市鉄道公社とソウルメトロが統合され、ソウル交通公社の駅となる。

## 駅構造

### ソウル交通公社
6号線の駅は白凡路の地下に位置する、島式ホーム1面2線の地下駅である。

#### のりば
案内上ののりば番号は設定されていない。
| 上り | 6号線 | 合井・デジタルメディアシティ・鷹岩方面 |
| 下り | 6号線 | 孔徳・東廟前・新内方面                 |

### 韓国鉄道公社
相対式ホーム2面2線を有する地下駅。

#### のりば
| 1 | 京義・中央線 | 孔徳・西江大・弘大入口・文山方面   |
| 2 | 京義・中央線 | 龍山・二村・西氷庫・漢南・龍門方面 |

## 利用状況
近年の一日平均利用人員推移は下記のとおり。なお、6号線の2000年は開業日の12月15日から12月31日までの17日間の平均である。
| 路線         | 路線     | 2000年 | 2001年 | 2002年 | 2003年 | 2004年 | 2005年 | 2006年 | 2007年 | 2008年 | 2009年 | 出典  |
| ------------ | -------- | ------ | ------ | ------ | ------ | ------ | ------ | ------ | ------ | ------ | ------ | ----- |
| 6号線        | 乗車人員 | 2,818  | 5,428  | 7,326  | 8,201  | 8,339  | 8,111  | 7,840  | 7,757  | 7,758  | 7,899  | [ 8 ] |
| 6号線        | 降車人員 | 2,705  | 5,439  | 7,345  | 8,240  | 8,295  | 8,047  | 7,686  | 7,580  | 7,489  | 7,633  | [ 8 ] |
| 6号線        | 乗降人員 | 5,523  | 10,867 | 14,671 | 16,441 | 16,634 | 16,158 | 15,526 | 15,336 | 15,247 | 15,533 | [ 8 ] |
| 路線         | 路線     | 2010年 | 2011年 | 2012年 | 2013年 | 2014年 | 2015年 | 2016年 | 2017年 | 2018年 | 2019年 | 出典  |
| 京義・中央線 | 乗車人員 | 未開通 | 未開通 | 未開通 | 未開通 | 未開通 | 未開通 | 1,954  | 2,384  | 2,655  |        | [ 9 ] |
| 京義・中央線 | 降車人員 | 未開通 | 未開通 | 未開通 | 未開通 | 未開通 | 未開通 | 2,076  | 2,466  | 2,691  |        | [ 9 ] |
| 京義・中央線 | 乗降人員 | 未開通 | 未開通 | 未開通 | 未開通 | 未開通 | 未開通 | 4,030  | 4,850  | 5,346  |        | [ 9 ] |
| 6号線        | 乗車人員 | 8,042  | 8,229  | 8,280  | 8,260  | 8,377  | 8,114  | 7,623  | 7,296  |        |        | [ 8 ] |
| 6号線        | 降車人員 | 7,742  | 7,973  | 8,120  | 8,055  | 8,098  | 7,828  | 7,277  | 6,831  |        |        | [ 8 ] |
| 6号線        | 乗降人員 | 15,784 | 16,202 | 16,399 | 16,314 | 16,475 | 15,942 | 14,900 | 14,127 | 14,124 | 14,136 | [ 8 ] |

## 駅周辺
- 白凡記念館
- 淑明女子大学校
- ソウル錦陽初等学校（朝鮮語版）
- ソウル青年創業プラスセンター
- 龍山区文化体育センター
- 龍山区青少年相談支援センター
- ウォンホ路1洞住民センター
- 孝昌洞住民センター
- Stone Music Entertainment
- 孝昌洞運動場（朝鮮語版）
- 孝昌公園（朝鮮語版）
- 龍門市場
- ソウル龍山警察署
- 龍山電子商街

## 隣の駅
ソウル交通公社
 6号線
孔徳駅 (626) - 孝昌公園前駅 (627) - 三角地駅 (628)
韓国鉄道公社
 首都圏電鉄京義・中央線
急行　
通過　
緩行　
孔徳駅 (K312) - 孝昌公園前駅 (K311) - 龍山駅 (K110)